# 와키자카 료헤이
와키자카 료헤이(일본어: 脇坂 崚平, 1998년 12월 27일~)는 일본의 축구 선수이다.

## 구단 경력
그는 2022년 J3리그의 YSCC 요코하마에 입단했다. 2024년까지 45경기에 출전하여, 5득점을 넣었다. 2025년 반라우레 하치노헤로 이적했다.